# 門川南スマートインターチェンジ
門川南スマートインターチェンジ（かどがわみなみスマートインターチェンジ）は、宮崎県東臼杵郡門川町にある東九州自動車道のスマートインターチェンジである。

## 概要
本線直結型のハーフインターチェンジ（宮崎方面へのみ通行可能）として、門川ICより約1.3 km南側に設置されている。2017年（平成29年）3月25日に供用開始された。利用可能車種はETC搭載の全車種で24時間運用となっている。
当ICは、町内にある門川ICが延岡方面へのみしか通行できないハーフインターであるため、宮崎方面へ通行できるICを設置するよう、門川町などが国土交通省へ強く要望していたという経緯がある。

## 歴史
- 2013年（平成25年）6月11日：国土交通省より門川南SICの追加設置が認可される[1]。
- 2017年（平成29年）3月25日：供用開始[3]。

## 周辺
- 門川市街
  - 門川町役場
  - 門川駅（JR九州・日豊本線）
  - 門川港
  - 門川海浜総合公園
  - 宮崎県立門川高等学校
  - 門川小学校 / 中学校
  - 法泉寺
- 延岡市土々呂地区
  - 延岡市役所 伊形支所
  - 土々呂駅（JR九州・日豊本線）
  - 東九州自動車学校
- かどがわ温泉 心の杜
- 遠見半島 - 桃源郷岬

## 接続する道路
- 直接接続
  - 門川町道 門川南インター線[5]
- 間接接続
  - 国道10号
  - 国道388号
  - 宮崎県道226号土々呂日向線

## 隣
E10 東九州自動車道
(24) 門川TB/IC - 門川BS - (24-1) 門川南SIC - (25) 日向IC